# Henri Mannaerts

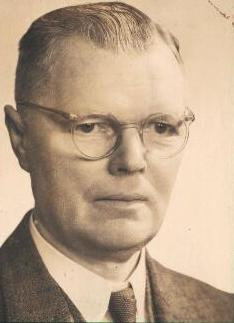
Henri A. J. Mannaerts

Henricus (Hein) Aloysius Josephus Mannaerts (Tilburg, 1886 – Tilburg, 1981) was een (Vlaams-)Nederlandse ondernemer, bestuurder en mecenas. Hij ontving diverse onderscheidingen vanwege zijn werk voor de Kamer(s) van Koophandel.

## Fabrikantenfamilie
Henri Mannaerts was de tweede zoon van de Tilburgse schoenfabrikant Frans Mannaerts en Elisabeth Bebber. Zij hadden vijf zonen en drie dochters. Als vanzelfsprekend werd Henri lid van de Firma J. Mannaerts´ Schoenfabrieken, opgericht door zijn opa in 1846 en gevestigd aan het Lijnsheike in Tilburg. Niet alleen wegens het speciale orthopedische schoeisel (voor mensen met voetgebreken) dat men maakte maar ook als werkgever is de schoenfabriek Mannaerts van grote betekenis geweest. Het aantal werknemers bedroeg direct na de oorlog 175 en steeg tot het hoogste personeelsbestand naar 216 in 1964. Daarna zijn de zalen bergafwaarts gegaan: in 1968 telde het bedrijf nog 145 werknemers. In januari 1970 is de zaak geliquideerd. De Mannaertsen kwamen van oorsprong uit België en spraken Vlaams. In 1923 trouwde Henri te Schaerbeek bij Brussel met de Belgische Marie (Riet) Jacqueline Antoinette Muyldermans (Schaerbeek, 1897 – Tilburg, 1985).
De Mannaertsen stonden bekend om hun geloofsijver en een wat saaie, niet uitbundige levensstijl. Hier hoorde bij dat ze het liefst alleen het hoognodige zeiden. Een Tilburgs verhaal luidt dat de gebroeders Henri, Jos en Gust Mannaerts eens op reis gingen naar Den Haag. Onderweg werd er natuurlijk geen woord gezegd. Bij het binnenrijden van Den Haag zei Henri toch maar: 'We zèn der.' Waarop Jos opmerkte: 'Dè hadde himmòl nie hoeve zègge Hein, want dè zaage onzen Gust èn ik ok wèl!'   Dezelfde Jos was in 1920 evenwel de eerste Nederlander in het bezit van een Citroën (auto), speciaal gekocht in Parijs.

## Bestuurlijke functies
Vanaf de oprichting in 1919 was Henri Mannaerts voorzitter van de (ondernemers)vereniging 'Noorderbelang' in Tilburg oud-noord, een voorloper van de Tilburgse Kamer van Koophandel. Vervolgens was hij drieëntwintig jaar voorzitter van de K.v.K. voor Tilburg en omgeving en tien jaar voorzitter van de gezamenlijke Kamers van Koophandel in Nederland, waarvan hij in 1960 afscheid nam.
Daarnaast oefende Henri Mannaerts diverse andere bestuurlijke functies uit, zoals:
- Voorzitter van het E.T.I. (Economisch Technologische Instituut voor Noord-Brabant),
- Voorzitter van de Katholieke Werkgeversvereniging in het diocees Den Bosch,
- Lid van Provinciale Staten en buitengewoon lid van Gedeputeerde Staten.

In Tilburg:
- Penningmeester van de Openbare Leeszaal St. Dionysius (gestart in 1912),
- Voorzitter van de Tilburgse Bouwvereniging en
- Voorzitter van de Stichting Kerkenbouw Tilburg.

## Monumentencomités
Vanuit hun geloof, ondernemerschap en voorbeeldfunctie binnen de groep van Tilburgse fabrikantenfamilies ondersteunden de Mannaertsen de oprichting van standbeelden die de stedelijke trots en het katholieke zelfbewustzijn reflecteerden. Henri Mannaerts was penningmeester van het Comité ter stichting van een Petrus Donders Monument, dat gereed kwam in 1926. Enkele jaren later was zijn broer Jos penningmeester van een comité voor de totstandkoming van het Monument Monsigneur Zwijsen, gereed gekomen in 1933.

## Onderscheidingen
Henri Mannaerts ontving de volgende onderscheidingen:
- Commandeur in de Orde van de Heilige Gregorius de Grote (1956)
- Officier in de Orde van Oranje Nassau
- Ridder in de Orde van de Nederlandse Leeuw (1960)
- Zilveren Erepenning van de Gemeente Tilburg